# Tipula (Savtshenkia) signata
Tipula (Savtshenkia) signata is een tweevleugelige uit de familie langpootmuggen (Tipulidae). De soort komt voor in het Palearctisch gebied.